# Damion Williams
Damion Williams, né le 26 février 1981, est un footballeur international jamaïcain.

## Carrière
Williams commence sa carrière avec le Waterhouse, avec qui il joue pendant quatre ans. En 2001, il joue avec la sélection jamaïcaine espoir et participe à la coupe du monde des moins de 20 ans 2001. La même année, il fait ses débuts en équipe nationale de Jamaïcaine.
Après une saison passée au Portmore United et une autre au Constant Spring, il revient au Waterhouse FC et remporte ses premiers trophées: un championnat en 2006 et une coupe nationale en 2008. Après un nouveau bref passage par le Portmore United, il part pour la Norvège et signe avec le Nybergsund IL. Après avoir joué trois saisons en seconde division, il quitte le club après que Nybergsund IL est relégué en troisième division.
Peu de temps après, il est sélectionné pour la Gold Cup 2011. La même année, il retourne, pour la seconde fois, au Waterhouse FC.

## Palmarès
- Champion de Jamaïque en 2006 avec le Waterhouse FC
- Vainqueur de la Coupe de Jamaïque en 2008 avec le Waterhouse FC
- Finaliste du CFU Club Championship 2017